# Ник Рок-н-ролл
Ник Рок-н-Ролл (настоящее имя Никола́й Фра́нцевич Кунце́вич; 7 августа 1960, Оренбург) — советский и российский рок-музыкант. Один из основоположников «рок-перфоманса» и шок-рока в России.

## Биография
В 1989 году создал во Владивостоке группу «Коба».
Позже переехал в Тюмень и основал рок-группу «Трите души». Также делал совместные записи с коллективами «Лолита», «Островский» и «The Vivisectors». Главное действующее лицо документального фильма «Погружение», вышедшего в 2009 году, и онлайн-сериалов «Неподдельный рок» и «Мой рок-н-ролл», посвящённых современной независимой рок-музыке.
Основал в Тюмени межрегиональный рок-центр «Белый Кот». Ник Рок-н-Ролл — один из двух авторов идеи создания Всероссийского фестиваля женского рок-вокала «Сирин», который долгие годы проходил в городе Тюмени; на этом фестивале выступали такие в дальнейшем известные группы и певицы, как «Чичерина», «Ночные снайперы», Наталия Медведева, Юлия Теуникова, Ольга Дзусова, Инна Желанная, Ольга Арефьева, «Дети Picasso», «IndigoDiva» и другие.
Был председателем жюри международного конкурса TheGlobalBattleOfTheBands (Россия), номинатором и экспертом всероссийского проекта «Культурные герои 21 века» (Тюмень).
С 2009 года сотрудничает с проектом «AzZzA» (екатеринбургский музыкант Азат Мухаметов), а также с проектом «Братья Коробейниковы» (екатеринбургский «инферно-режиссёр» Дмитрий Коробейников).
31 марта 2016 года на портале Planeta.ru был завершён проект по сбору средств на запись нового альбома Ника Рок-н-Ролла. Всего было продано 15 акций на сумму 11 470 рублей, при необходимых 150 000 руб[значимость факта?].

## Дискография

### Альбомы Ника Рок-н-ролла
| Год издания | Группа                 | Название альбома                         |
| ----------- | ---------------------- | ---------------------------------------- |
| 1987        | соло                   | «Ненависть»                              |
| 1990        | соло                   | «Полночный Пастырь»                      |
| 1990        | соло                   | «Рождественский блюз»                    |
| 1990        | «Лолита»               | «Московские каникулы»                    |
| 1991        | соло                   | «Недобитая сволочь»                      |
| 1992        | соло                   | «Нерадость»                              |
| 1992        | «Коба»                 | «Покойный Мень»                          |
| 1992        | «Чёртовы Куклы»        | «Квартирник на Коломенской (19.08.1992)» |
| 1993        | соло                   | «Дьявол — ёбаная тварь»                  |
| 1993        | соло                   | «Чёртовы Куклы»                          |
| 1994        | соло                   | «Фестиваль „Индюки — 94“»                |
| 1995        | «Трите Души»           | «Вечник»                                 |
| 2001        | «Трите Души»           | «Падре»                                  |
| 2004        | «Трите Души»           | «Половина тринадцатого»                  |
| 2006        | соло                   | «Квартирник на Коломенской (24.02.2006)» |
| 2008        | The Vivisectors        | «Ненаправленная злость»                  |
| 2009        | «Трите Души»           | «Дальтоник»                              |
| 2011        | Ник Рок-н-Ролл & AzZzA | «Dead End»                               |
| 2011        | Ник Рок-н-Ролл & AzZzA | «Контрреволёт»                           |
| 2011        | Ник Рок-н-Ролл & AzZzA | «Чернильные Песни для Белых Камней»      |
| 2015        | Ник Рок-н-Ролл         | «Коллекция вещей 1990—2015» (сборник)    |
| 2025        | Ник Рок-н-Ролл         | «Ник»                                    |

В 2006 году вышел mp3-сборник «Прошлое», в который вошли 7 различных альбомов, как сольных, так и совместных с группами «Лолита», «Коба», «Чёртовы Куклы», «Трите Души».
В 2009 году вышел фильм Юлии Панасенко «Погружение», в котором Ник принимал участие как ведущий и главный герой, также в фильме представлены несколько фрагментов выступлений Ника.